# Tigereisen

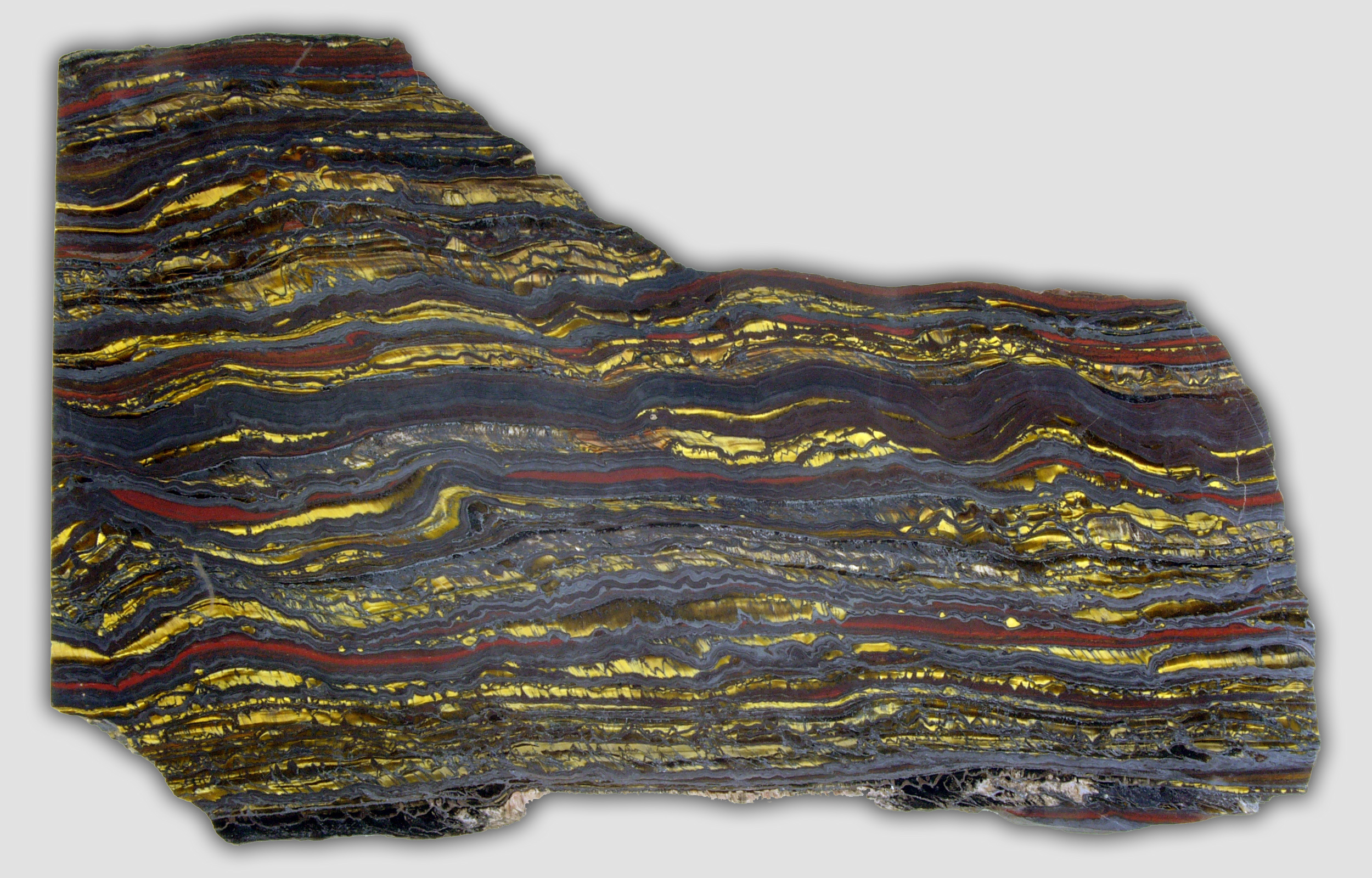
Tigereisen, angeschliffen

Tigereisen ist der Handelsname für ein undurchsichtiges, lagenförmig aufgebautes Sedimentgestein, welches aus den Mineralen Hämatit (Hematit) und Jaspis, sowie den Gesteinen Radiolarit (Chert) oder Tigeraugenquarz (Tigerauge mit hohem Quarz-Anteil) besteht. Laut EPI, dem Institut für Edelsteinprüfung, besteht Tigereisen aus den Bestandteilen Tigerauge, Magnetit und Hämatit.
Die chemischen Eigenschaften variieren je nach Zusammensetzung des Tigereisens sehr stark.
Die silbergraue Streifung stammt vom Hämatit, welches auch für den metallischen Glanz sorgt, die rote bis gelbe Streifung stammt vom Jaspis bzw. Chert oder Tigeraugenquarz.
Tigereisen wird ausschließlich zu Schmucksteinen, vorwiegend in der Ausführung als Trommelstein, verarbeitet.